# Edificio Chrysler
El Edificio Chrysler es un rascacielos de estilo art déco situado en la intersección de la calle 42 con la avenida Lexington, en el East Side de Midtown Manhattan, Nueva York (Estados Unidos), en el barrio de Turtle Bay. Con 77 plantas y 319 metros de altura, fue el edificio más alto del mundo durante once meses, hasta que lo superó el Empire State Building en 1931. Sigue siendo el edificio de ladrillos más alto del mundo, aunque su estructura es de acero. A fecha de 2018, es el octavo edificio más alto de Nueva York, empatado en altura con el New York Times Tower.
El Edificio Chrysler, diseñado por el arquitecto William van Alen, es un ejemplo clásico de la arquitectura art déco y muchos arquitectos contemporáneos lo consideran uno de los mejores edificios de Nueva York. Fue la sede de la empresa Chrysler desde 1930 hasta mediados de los años cincuenta. Aunque el edificio se construyó y diseñó específicamente para el fabricante de coches, la empresa no pagó su construcción y nunca fue su propietaria, debido a que Walter P. Chrysler decidió pagarlo él mismo para que fuera un proyecto personal. Su construcción estuvo marcada por la competición para ser el edificio más alto del mundo, en la que su principal rival era el Bank of Manhattan Building (actualmente The Trump Building), con una altura final de 282.5 m, mientras que el Edificio Chrysler se iba a quedar en 281.9 m. Sin embargo, a los pocos meses de que se completara el Bank of Manhattan Building, se construyó en secreto una aguja piramidal en el interior del Edificio Chrysler y se instaló en su cima, alcanzando así una altura total de 319 m.

## Historia
El rascacielos es el epítome del éxito de Nueva York, ciudad que albergó el edificio más alto del mundo desde 1908 hasta 1974. A mediados de la década de 1920, se convirtió en la ciudad más poblada del mundo, superando a Londres. Su área metropolitana superó la cifra de diez millones a principios de la década de 1930. El boom económico de la década de 1920 y la gran especulación del mercado inmobiliario fomentaron una nueva oleada de proyectos de rascacielos en la ciudad. La Ley de Zonificación de 1916, que limitaba la superficie de los edificios a partir de cierta altura para permitir que llegara la luz solar a las calles, fue un factor que contribuyó a dar forma al característico estilo de rascacielos art déco con retranqueos, dando lugar a estructuras que se centraban en el volumen y en siluetas llamativas, a menudo ornamentadas profusamente.
En los años posteriores a la Primera Guerra Mundial, los arquitectos de Europa y los Estados Unidos habían empezado a simplificar las formas de los diseños tradicionales y a usar materiales industriales de manera innovadora para caracterizar a la época moderna. El estilo art déco parecía prestarse especialmente bien al diseño de rascacielos debido a que este tipo de construcción simbolizaba progreso, innovación y modernidad más que cualquier otro. Aunque el auge del estilo art déco duró poco tiempo, coincidió con un gran boom inmobiliario en Nueva York a finales de los años veinte. Los numerosos rascacielos construidos en este estilo, entre los que destaca el Edificio Chrysler, dieron a Nueva York y su skyline una imagen característica y romántica, popularizada en el teatro y el cine.
Por otro lado, esta época se caracterizó por profundos cambios sociales y tecnológicos. Se generalizaron bienes de consumo como la radio, el cine y, sobre todo, el automóvil, cuyo uso creció exponencialmente en los años veinte. En 1927, el fabricante de automóviles Chrysler Corporation —empresa dirigida por Walter P. Chrysler— se convirtió en el tercer fabricante de automóviles de Estados Unidos, por detrás de Ford y General Motors. Al año siguiente fue nombrado por la revista Time el «hombre del año». Bajo estas circunstancias, el proyecto del Edificio Chrysler empezó a tomar forma.

### Origen del proyecto
Originalmente, el Edificio Chrysler fue un proyecto del promotor inmobiliario y antiguo senador del estado de Nueva York William H. Reynolds. Antes de su implicación en el que sería el Edificio Chrysler, su proyecto más conocido fue el parque de atracciones Dreamland, situado en la famosa Coney Island de Nueva York. Sin embargo, cuando en 1911 se destruyó este parque de atracciones en un incendio, dirigió su atención a Manhattan, donde se propuso construir el edificio más alto del mundo.
En 1921 Reynolds alquiló una gran parcela en la esquina de Lexington Avenue y la calle 42 con la intención de construir un edificio importante en ella. Tras varios años de retrasos, Reynolds contrató al arquitecto William van Alen en 1927 para que realizara el proyecto de un rascacielos de cuarenta plantas en la parcela. Van Alen era respetado en su campo por su trabajo en el edificio de oficinas Albemarle de Nueva York, diseñado en colaboración con su socio H. Craig Severance. Van Alen y Severance se complementaban entre sí: Van Alen era un arquitecto original e imaginativo mientras que Severance se encargaba de la parte comercial de la firma, conseguía clientes y supervisaba los aspectos financieros. Pero pronto la relación entre ambos se volvió tensa debido a sus diferencias personales. La gota que colmó el vaso fue un artículo de 1924 en el Architectural Review que alabó a Van Alen, pero ignoró a Severance al referirse a este edificio como la «obra de William van Alen». Su asociación terminó rompiéndose meses más tarde en términos poco amigables. Esto acabó siendo decisivo para el diseño del futuro Edificio Chrysler, ya que Severance era más tradicional y el estilo de Van Alen era más moderno.
Cuando empezó a trabajar para Reynolds, Van Alen quedó atrapado en el espíritu de competición por construir el edificio más alto del mundo que invadía Nueva York en los años veinte. Como grandes aventureros que se retaban entre sí a construir edificios más altos, los promotores y arquitectos de los nuevos proyectos anunciaban continuamente que sus edificios serían los más altos de la ciudad.

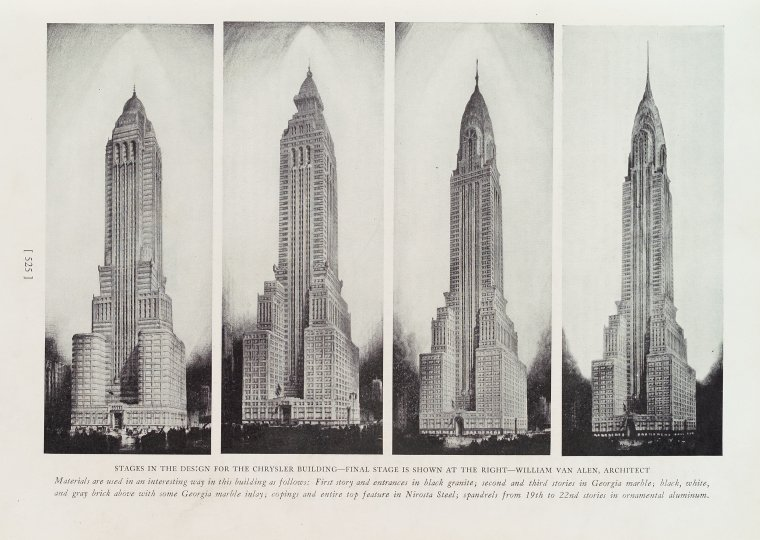
Etapas en el diseño del Edificio Chrysler. William van Alen.

En abril de 1928, Reynolds firmó un alquiler de sesenta y siete años de la parcela y ultimó los detalles de su ambicioso proyecto, que iba a ser un «exitoso edificio que se unirá al grupo de rascacielos de Midtown Manhattan y revolucionará los precios y la categoría de los inquilinos de la Calle 42 y Lexington Avenue». Cuando en el siguiente agosto se desvelaron los dibujos de Van Alen, el American Institute of Architects lo alabó, diciendo que «se ha desviado de algunos de los antiguos principios sobre los que se desarrolló el rascacielos […] el diseño del Reynolds Building está realizado para que sea de interés a lo largo de toda su altura». La principal contribución de Reynolds al diseño fue insistir en que tuviera una corona metálica, frente a la oposición inicial de Van Alen.

### Diseño
El diseño original de Van Alen del rascacielos contemplaba una corona ornamental de cristal con forma de joya. También tenía una base con ventanas de altura triple coronadas por doce plantas con esquinas de cristal, que daban la impresión de que la torre flotara física y visualmente en el aire. Originalmente, la altura del rascacielos iba a ser 246 metros, y 67 plantas. Sin embargo, este diseño resultó ser demasiado avanzado y costoso para el contratista del edificio, William H. Reynolds, que no aprobó el proyecto original de Van Alen.
El diseño oficial del Reynolds Building, publicado en agosto de 1928, era mucho más conservador, con una cúpula italianizante que un crítico comparó con el bombín del gobernador Al Smith, y una disposición de los ladrillos en las plantas más altas que simulaba ventanas en las esquinas, detalle que se mantiene en el Edificio Chrysler actual. Este diseño muestra de manera casi exacta la forma, los retranqueos y la disposición de las ventanas del actual edificio, pero difiere en su elemento más característico, la cúpula.

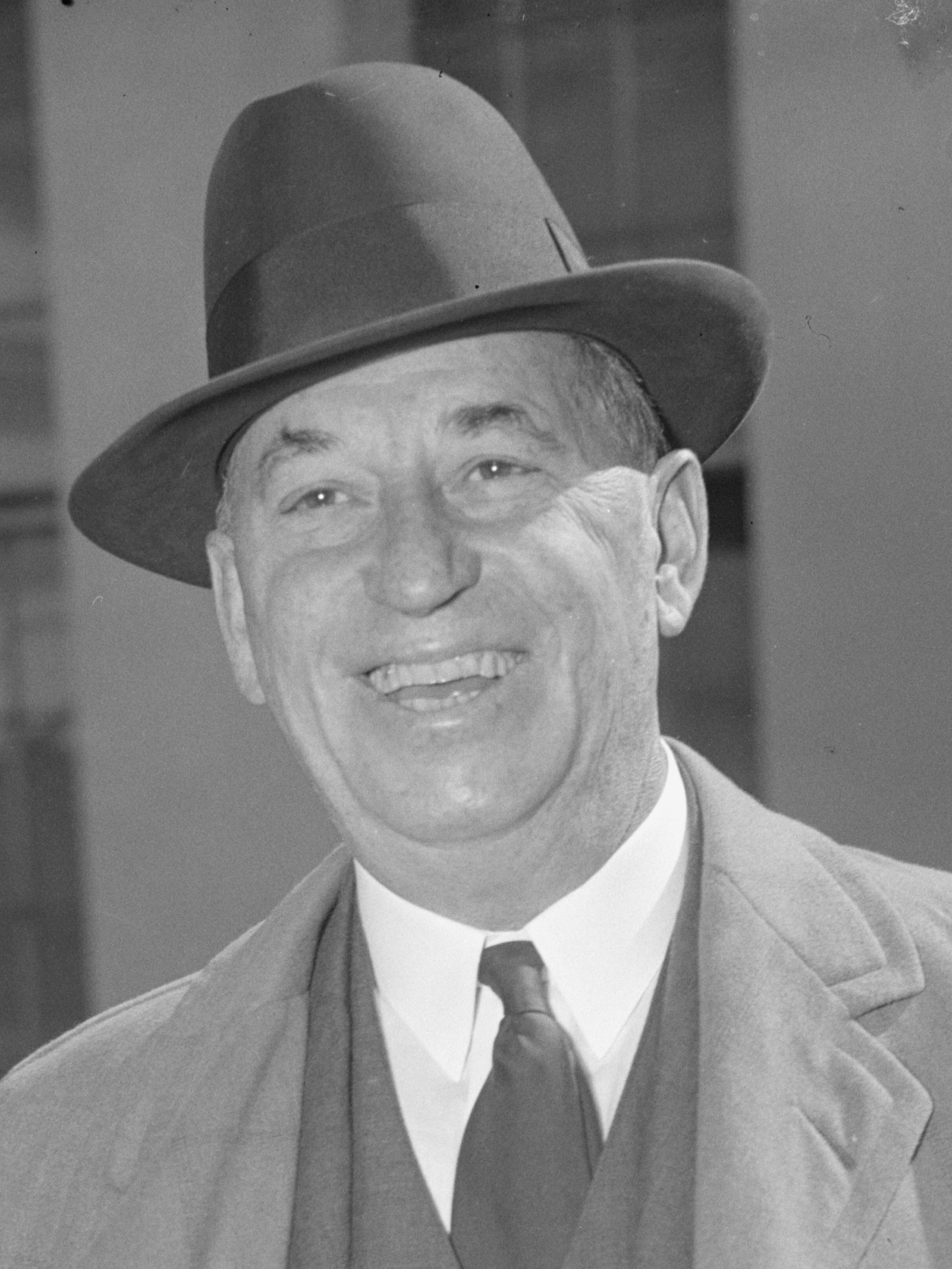
Walter P. Chrysler se implicó en gran medida en la construcción del Edificio Chrysler.

Con el diseño ya realizado, Reynolds vendió el alquiler de la parcela, el proyecto e incluso los servicios del arquitecto a Walter P. Chrysler en octubre de 1928, momento en el que estaba expandiendo agresivamente su empresa de automóviles, debido a que no tenía suficientes medios para construirlo. Chrysler trabajó junto con Van Alen y diseñó de nuevo el rascacielos con más altura; tras esta revisión, el proyecto pasó a tener 282 metros de altura. Walter Chrysler quería una imagen progresista y un símbolo personal y Van Alen lo diseñó usando su interpretación de los principios de la arquitectura moderna. Al hacerlo, concibió un edificio que ha llegado a ser considerado uno de los mejores ejemplos de la arquitectura art déco. En su autobiografía, Chrysler dijo que construyó el edificio para que sus hijos tuvieran algo de lo que ser responsables.
Durante el invierno de 1928 y 1929, continuaron las modificaciones del diseño de la cúpula. En marzo de 1929 la prensa ofreció detalles acerca de una «cúpula artística» con forma de estrella gigante de treinta puntas, que estaría coronada por una escultura de cinco metros de altura. El diseño final de la cúpula tenía varios arcos y ventanas triangulares. Debido a que Walter Chrysler era el presidente de la Chrysler Corporation y quería que el edificio fuera la sede de la empresa, se diseñaron varios detalles arquitectónicos, especialmente las gárgolas del edificio, inspirándose en automóviles de Chrysler, como los ornamentos del capó del Plymouth. Estos elementos ejemplifican la era de la máquina de los años veinte. En su autobiografía, Chrysler afirma que fue él quien sugirió que fuera más alta que la Torre Eiffel.

### Construcción

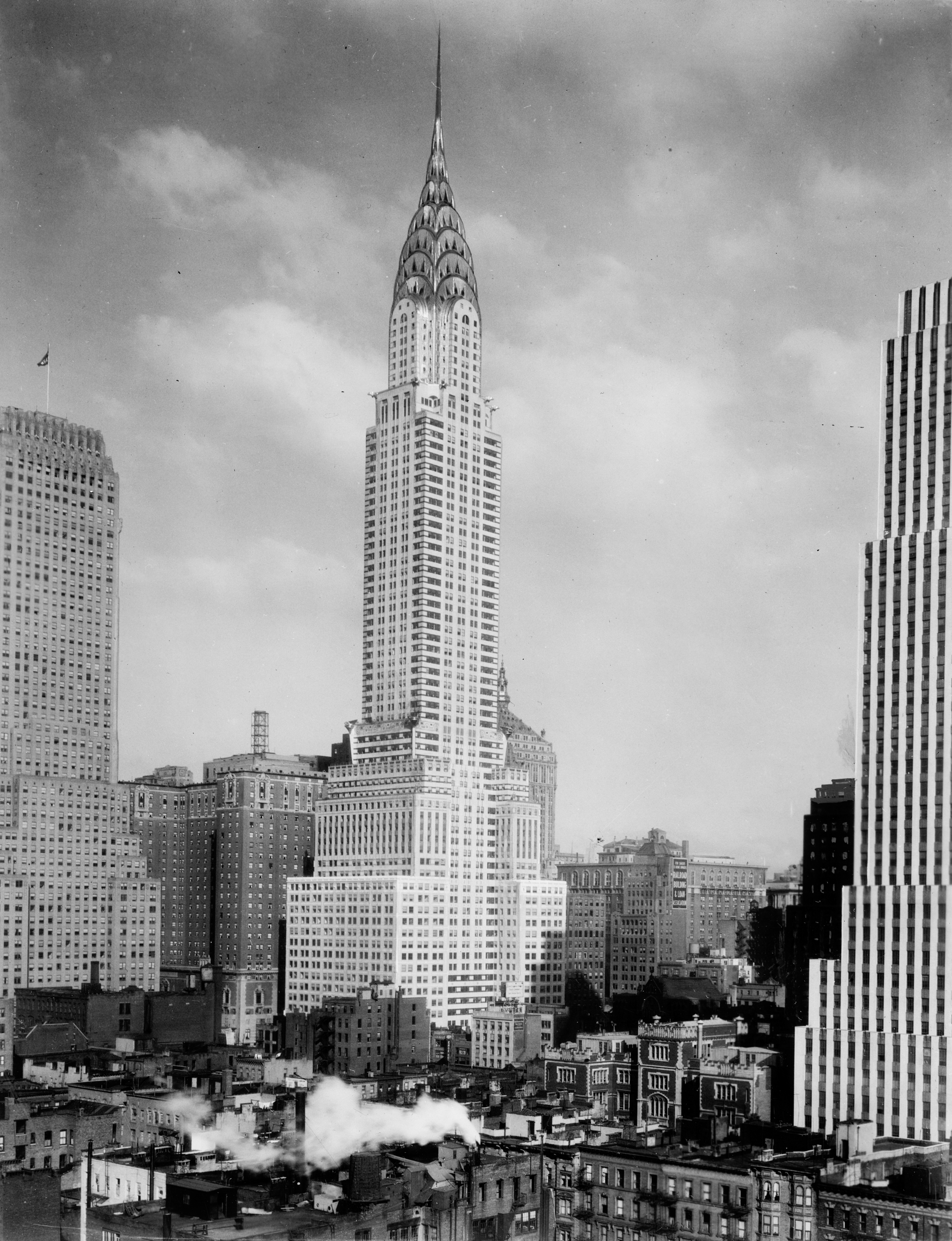
El Edificio Chrysler poco después de su finalización.

Las obras empezaron el 19 de septiembre de 1928. El 15 de octubre de 1928 la Goodwin Construction Company empezó la demolición del edificio existente en la parcela, que se completó el 9 de noviembre. La excavación de los cimientos, que tendrían 21 metros de profundidad, empezó una semana después y se completó a mediados de enero, cuando se alcanzó la roca madre. La construcción del edificio propiamente dicha empezó el 21 de enero, y en septiembre de 1929 se completó la estructura de acero.
En total, se usaron 391 681 remaches y se colocaron a mano unos 3 826 000 ladrillos para conformar las paredes del edificio. Pese a que se construyó a un ritmo frenético (una media de cuatro plantas por semana), no murió ningún trabajador durante sus obras. Walter Chrysler financió personalmente la construcción mediante los ingresos que obtenía de su empresa de automóviles.
En 1929, el Woolworth Building, construido en 1913, era el edificio más alto del mundo con 241 metros. En ese mismo año, George L. Ohrstrom, un joven banquero, propuso la construcción de un edificio de oficinas de 47 plantas en el 40 de Wall Street. Poco después modificó el proyecto para que tuviera 60 plantas, pero todavía estaba por debajo del Woolworth y el proyecto del Edificio Chrysler, de 246 metros, anunciado en 1928. En abril, su arquitecto, H. Craig Severance, aumentó su altura a 67 plantas y 256 metros, que harían que superara al Woolworth en quince metros y al Chrysler en diez. Las obras del 40 Wall Street empezaron en mayo de 1929 a un ritmo frenético, y se completaron tan solo doce meses después. Severance consiguió permiso para instalar una cúpula en la cima, que aumentó su altura a 267 metros, además de una aguja de 15 metros, que dejó la altura final en 282 metros.

Diagrama con los edificios más altos del mundo de 1908 a 1974.

Antes de su finalización, el edificio estaba en intensa competición con un proyecto rival en el 40 Wall Street, diseñado por H. Craig Severance, el antiguo socio de Van Alen. Pensando que el Chrysler tendría 282 metros, Severance añadió una bandera de quince metros a su edificio, aumentando su altura a 282.5 metros, y reclamó públicamente el título de edificio más alto del mundo. Pero, Van Alen había estado planeando durante meses un modo para ganar la carrera por ser el edificio más alto. Logró obtener el permiso para instalar una aguja —o «vórtice» como él lo denominaba— de 56.4 m de longitud que llegó a la obra en cinco secciones y se ensambló en el más absoluto secreto en la planta número 65 del edificio. El 23 de octubre de 1929, el día anterior al Jueves Negro, que marcó el inicio de la Gran Depresión, se subió lentamente la aguja desde la corona hasta la cima de la cúpula del edificio, proceso que duró noventa minutos e hizo que el edificio alcanzara los 319 metros. Van Alen, que presenció el proceso desde la calle, junto con sus ingenieros y Walter Chrysler, escribió que «era como ver a una hermosa mariposa salir de su capullo».
En el artículo «The Structure and Metal Work of the Chrysler Building» («La estructura y metalistería del Edificio Chrysler») de la edición de octubre de 1930 de Architectural Forum, el arquitecto William van Alen explicó el diseño y la construcción de la corona y la aguja:

Se diseñó una alta aguja para coronar el edificio. Esta tiene 56 metros de altura y 0.74 metros cuadrados de sección en su base. Tenía sección cuadrangular, con puntales ligeros y refuerzos diagonales, y pesaba en total 27 toneladas. Era manifiestamente imposible ensamblar esta estructura e izarla como una unidad desde el terreno, e igualmente imposible izarla en secciones y colocarlas como tal sucesivamente en sus posiciones finales. Además, sería más espectacular, por valor publicitario, hacer que esta aguja que 'perfora' las nubes apareciera inesperadamente.

### Finalización
Los primeros inquilinos se trasladaron al Edificio Chrysler en abril de 1930, aunque la construcción aún no estaba finalizada totalmente. El 27 de mayo de 1930 se realizó la ceremonia formal de inauguración, que coincidió con la reunión anual de la Asociación de Propietarios y Comerciantes de la calle 42. En el vestíbulo del edificio se colocó una placa de bronce «en reconocimiento a la contribución del Sr. Chrysler al avance de la ciudad». Las obras acabaron en agosto de 1930, pero curiosamente la fecha de finalización registrada en el Departamento de Construcción de Manhattan es el 19 de febrero de 1932.
Cuando se completó, el 20 de mayo de 1930, el aumento de altura producido por la aguja permitió que el Edificio Chrysler superara al 40 Wall Street y se convirtiera en el edificio más alto del mundo, superando también a la Torre Eiffel, que hasta entonces ostentaba el título de estructura más alta del mundo realizada por el hombre. Fue el primer edificio con más de 300 metros de altura. La satisfacción de Van Alen con este logro probablemente fue eclipsada por la negativa posterior de Walter Chrysler a pagar sus honorarios. Chrysler alegó que había recibido sobornos de proveedores, además Van Alen no había firmado ningún contrato con Walter Chrysler cuando este se hizo cargo del proyecto. Van Alen le demandó y los juzgados dieron la razón al arquitecto, exigiendo a Chrysler que le pagara 840 000 dólares (un 6 % del presupuesto total del edificio). Esta demanda disminuyó notablemente su reputación como arquitecto, lo que, unido a los efectos de la Gran Depresión y a las críticas negativas, acabó arruinando su carrera. Van Alen terminó como profesor de escultura en el Beaux-Arts Institute of Design de Nueva York y murió en 1954. Según Neal Bascomb, «el Edificio Chrysler fue su mejor obra, y la que generó su olvido».
La finalización del Edificio Chrysler fue recibida por la crítica con reacciones encontradas. Van Alen fue aclamado como el «Doctor de la Altura» y el «Ziegfeld de su profesión», al mismo tiempo que el edificio era elogiado por ser «una expresión de la intensa actividad y la vibrante vida de nuestros días» y por «estar lleno del espíritu de la modernidad y representar el progreso en la arquitectura y los métodos de construcción modernos». Sin embargo, algunas críticas describieron el edificio como solo un «destello que no encarna ninguna idea orgánica convincente» y otra afirmó que era «claramente un diseño habilidoso, desarrollado para hacer que el peatón mire hacia arriba» (George Chappell), pero que «no tenía importancia como diseño serio». Otras críticas lo compararon con un «pez espada que mira hacia arriba» o afirmaron que era «arquitectura de Little Nemo». Lewis Mumford, partidario del Estilo Internacional y entonces el crítico de arquitectura más importante de los Estados Unidos, lo despreció por su «fútil romanticismo, su voluptuosidad sin sentido y su simbolismo vacío». Entre las reacciones positivas, un crítico anónimo escribió en octubre de 1930 en Architectural Forum:

El Chrysler… se destaca por sí mismo, es algo diferente y solitario. Es simplemente la realización, el cumplimiento en metal y ladrillos del sueño de un hombre, un sueño de tal ambición y tal magnitud como para desafiar la comprensión y las críticas de los hombres y los criterios comunes.

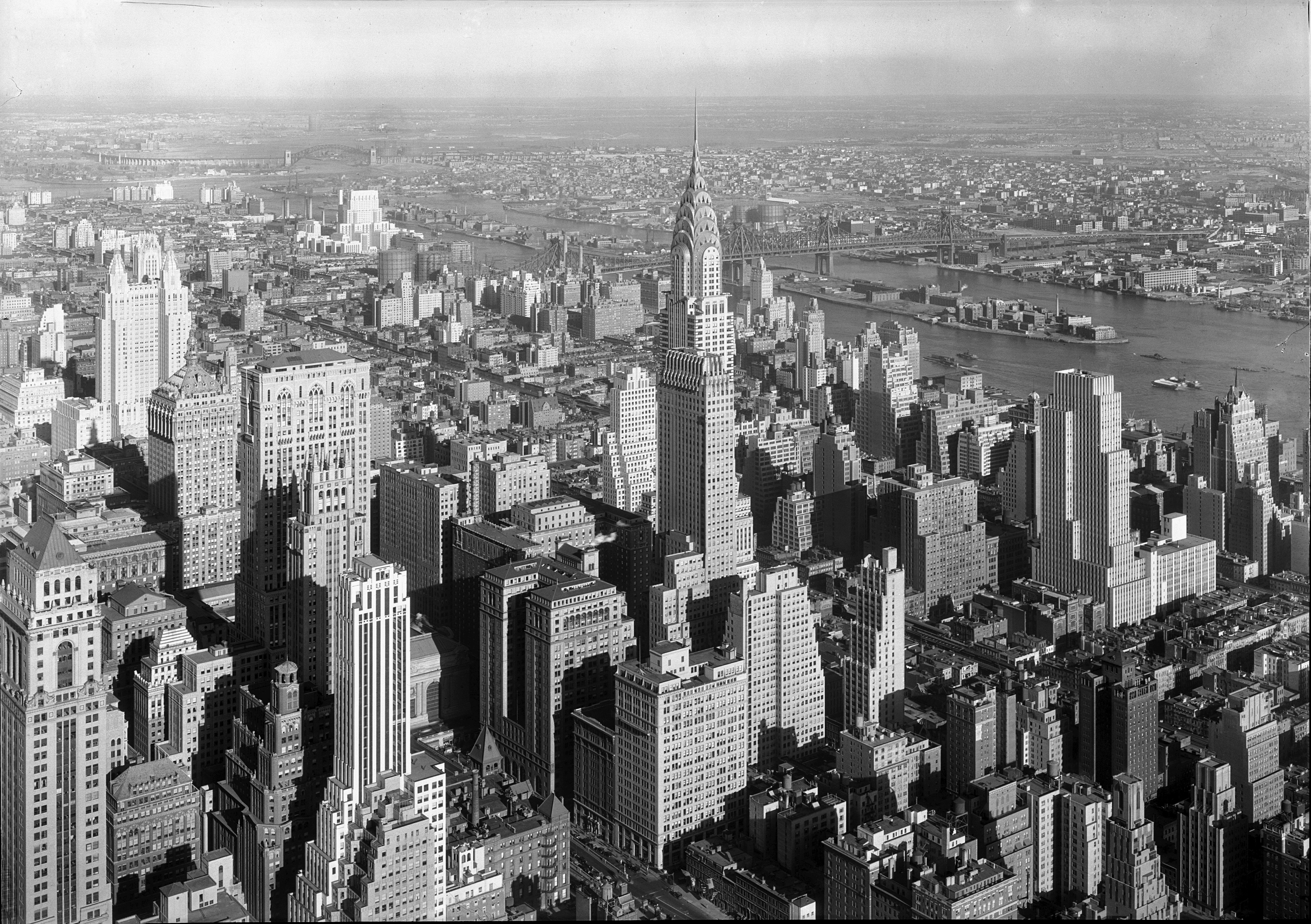
El Edificio Chrysler en 1932

En poco menos de un año desde que abriera al público el 27 de mayo de 1930, el Edificio Chrysler fue superado en altura por el Empire State Building, aunque aún sigue siendo el edificio de ladrillos más alto del mundo. El Edificio Chrysler tuvo un gran éxito comercial, mayor que el del Empire State Building: en 1935 ya tenía alquilado el 70 % de su superficie.
Walter P. Chrysler había pretendido crear el edificio de oficinas más deseable del momento:

El Edificio Chrysler está dedicado al comercio y la industria mundial. Fue creado con el deseo de satisfacer la demanda de los ejecutivos de negocios de la actualidad, que, con su intensa actividad, debían tener el entorno y las condiciones más favorables. La necesidad de abundante luz y aire resultó en un edificio de bellas proporciones y gran altura. La importancia de la accesibilidad y el transporte dictaron la ubicación. El deseo de lo último en comodidad determinó la inclusión de elementos innovadores para cada necesidad, que contribuyen a la satisfacción del hombre de negocios en su oficina. Como entorno en el que se puede trabajar de manera cómoda y eficiente, este nuevo edificio establece un nuevo ideal, uno que permanecerá como medida de comparación para los edificios de oficinas del futuro. Por tanto, el Edificio Chrysler está dedicado como una firme contribución al progreso empresarial.

### Propiedad

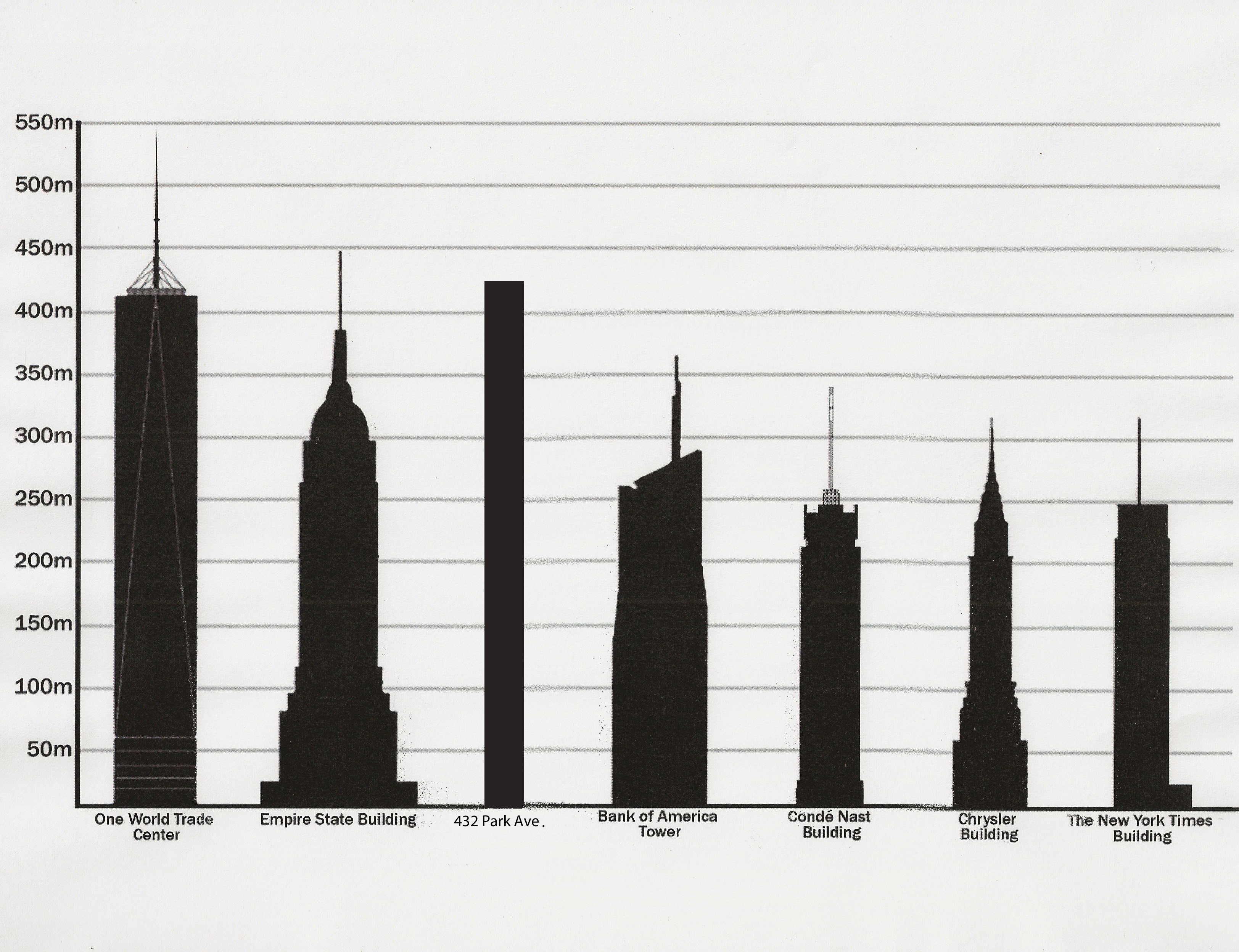
Comparación de la altura de algunos de los edificios más altos de Nueva York

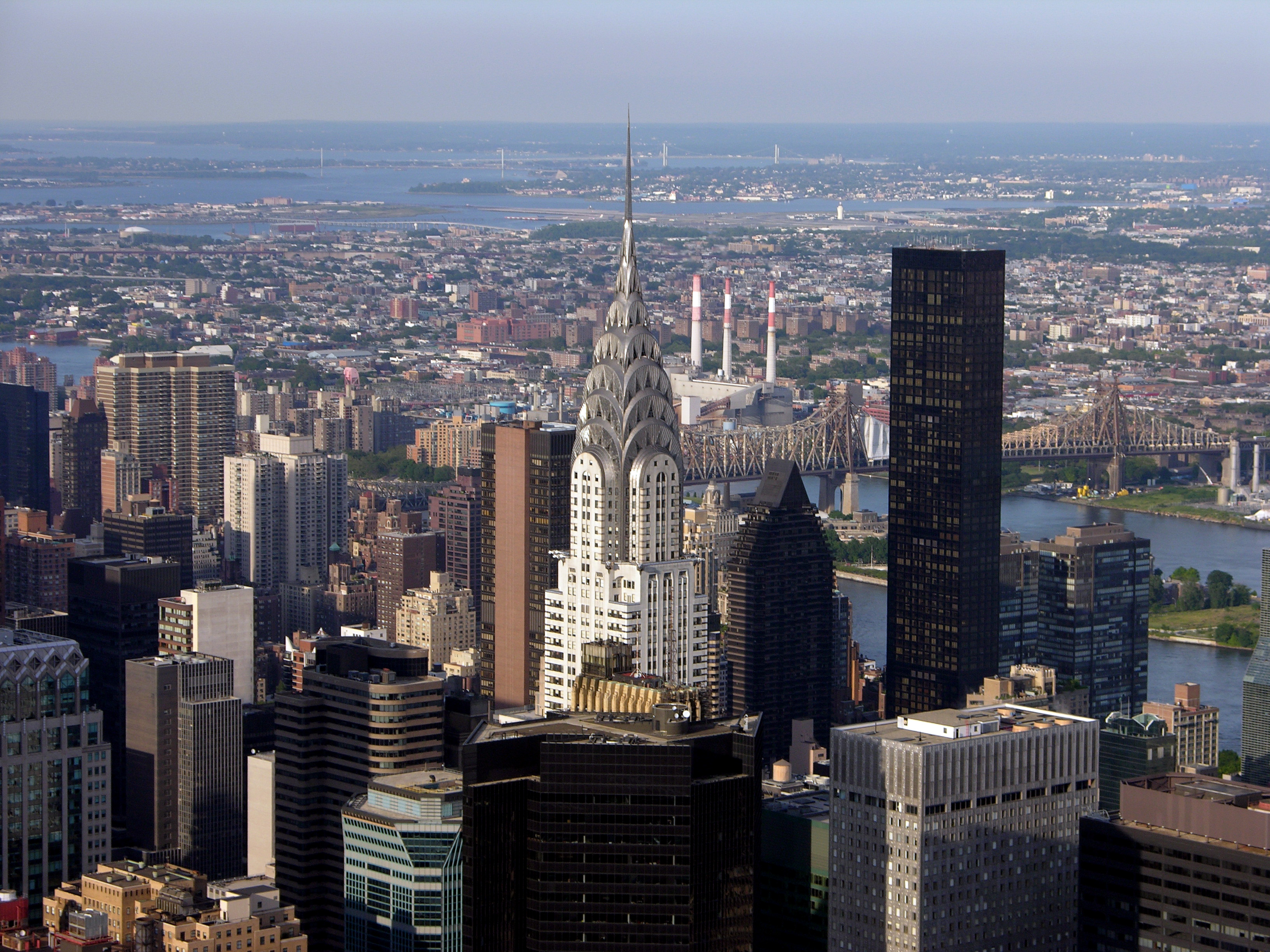
El Edificio Chrysler visto desde el Empire State Building

El lado este de la parcela de la torre discurre ligeramente en diagonal respecto a la cuadrícula de calles de Manhattan, siguiendo una parcelación anterior al Plan de los Comisarios de 1811. Por ese lugar pasaba antiguamente una carretera, la antigua Boston Post Road, que serpenteaba por el este de Manhattan, en su mayor parte entre la Segunda y la Tercera Avenida, y conducía hasta Boston. Con el paso del tiempo, el ayuntamiento vendió las parcelas que bordeaban esta carretera, y el terreno en el que se sitúa actualmente el Edificio Chrysler se donó a The Cooper Union for the Advancement of Science and Art en 1902. La Cooper Union, una universidad privada, sigue siendo propietaria de la parcela sobre la que se sitúa el edificio, pero no del edificio en sí. Esta institución está exenta de impuestos desde su carta de fundación de 1859, y la parcela constituye una dotación suya. Como consecuencia, los dueños del edificio pagan a la Cooper Union el dinero que iría destinado al Ayuntamiento de Nueva York en impuestos, unos ocho millones de dólares al año. Originalmente, la parcela fue alquilada a William H. Reynolds, pero, después de que este no fuera capaz de encontrar financiación para el proyecto, Walter P. Chrysler adquirió los derechos de construcción en el terreno en 1928. Al contrario de la creencia popular, la Chrysler Corporation no estuvo implicada en la construcción del Edificio Chrysler ni fue nunca su propietaria, aunque se diseñó y construyó para la empresa y fue su sede hasta mediados de los años cincuenta. En realidad, fue un proyecto personal de Walter P. Chrysler.
La propiedad del edificio ha cambiado de manos en numerosas ocasiones. La familia Chrysler, que había heredado el inmueble tras la muerte de Walter Chrysler en 1940, vendió el edificio en 1953 a William Zeckendorf por 18 millones de dólares, y en 1957 fue comprado por Sol Goldman y Alex DiLorenzo, y administrado por Massachusetts Mutual Life Insurance Company. Entre 1978 y 1979 se reformó el vestíbulo y se renovó la fachada. En 1979 Jack Kent Cooke compró el edificio y en 1998, Tishman Speyer Properties y el Travelers Insurance Group adquirieron el Edificio Chrysler, subrogándose en la hipoteca, junto con el edificio adyacente de 32 plantas llamado Chrysler East —originalmente denominado Kent Building— por unos 220 millones de dólares (equivalentes a 420 millones de 2024).
En 2001, se vendió el 75 % del edificio a TMW, la sucursal alemana de un fondo de inversiones de Atlanta, por 300 millones de dólares (equivalentes a 520 millones de 2024). No obstante, sus antiguos dueños —Tishman y Travelers— conservaron una participación de control de la torre y el edificio adyacente Chrysler East. El 11 de junio de 2008, salió a la luz que el Abu Dhabi Investment Council se encontraba en negociaciones para comprar el 75 % del edificio que tenía TMW y un 15 % a Tishman Speyer Properties, así como un porcentaje del adyacente centro comercial Trylons por 800 millones de dólares. El 9 de julio de 2008 se anunció que se había completado la transacción, y que el fondo de inversión emiratí se había convertido en dueño del 90 % del edificio.

### Renovaciones
En 1961 se llevó a cabo la primera limpieza de los elementos de acero inoxidable del edificio: aguja, corona, gárgolas y puertas de acceso.
En 1995 se restauraron de nuevo para que recuperaran su brillo y apariencia originales, con un coste de 1.5 millones de dólares. Para la limpieza se aplicó una solución jabonosa, un desengrasante y un abrasivo suave; además, se reemplazaron algunos listones de acero dañados de la aguja y varias uniones de las gárgolas fueron soldadas de nuevo. Estas obras, dirigidas por Hoffman Architects y ejecutadas por Nicholson & Galloway, recibieron el Lucy G. Moses Preservation Award entregado por la New York Landmarks Conservancy en la edición de 1997.
Entre 2001 y 2003 se llevó a cabo otra restauración del Edificio Chrysler, dirigida por la empresa de Thornton Tomasetti. En esta intervención se repararon las partes dañadas de la fachada y se restauraron los bastidores originales de acero de las 3500 ventanas. También se sustituyeron algunos escaparates deteriorados de la planta baja para permitir el acceso a discapacitados, manteniendo el estilo original. Por último, se repararon y sustituyeron algunos paneles de acero inoxidable de la corona. En los años 2010 y 2011 se renovaron y mejoraron los sistemas de energía, fontanería y gestión de residuos del edificio, lo que produjo una disminución del 21 % de su consumo total de energía y del 64 % de su consumo de agua. El 81 % de los residuos generados son reciclados. En 2012, el edificio recibió la acreditación LEED Oro del US Green Building Council, que acredita su sostenibilidad y eficiencia energética.

## Arquitectura
El Edificio Chrysler se considera con frecuencia uno de los mejores ejemplos de la arquitectura art déco. El exterior del edificio tiene muchos ornamentos heroicos, aproximadamente cincuenta en total, que sobresalen de las cuatro esquinas del edificio en cinco plantas diferentes de un modo similar a las gárgolas de las catedrales góticas. Las esquinas de la planta sesenta y uno están decoradas con sendos pares de águilas esculpidas por Kenneth Lynch, que tienen una longitud de tres metros y una envergadura de 4.5 metros; en las esquinas de la planta treinta y uno figuran réplicas de las decoraciones del capó de los vehículos Chrysler de 1926; mientras que en las esquinas de la planta veinticuatro hay piñas de tres metros de altura, símbolos de la hospitalidad, que fueron fabricadas en el sitio. El edificio está construido de albañilería, con estructura de acero y revestimiento metálico. En su construcción se emplearon 20 961 toneladas de acero estructural. Tiene un total de 3862 ventanas en sus fachadas. En el interior hay cuatro grupos de ocho ascensores diseñados por Otis Elevator Corporation. Las ventanas, la corona, la aguja y las gárgolas fueron fabricadas a mano en las plantas 65 y 67 a partir de láminas de metal. El edificio se designó National Historic Landmark en 1976, y monumento de Nueva York en 1978.
Al contrario que muchos rascacielos de la época, el diseño del Edificio Chrysler no seguía la fórmula de una columna con basa decorativa, fuste liso y capitel decorativo; en su lugar, el diseño era de interés a lo largo de toda su altura. La gran altura del edificio y los retranqueos obligados por la legislación ayudaron a que Van Alen tomara esta decisión. Sus dieciséis plantas más bajas se elevan rectas desde la acera (con un hueco en un lado que le otorga una planta con forma de «U» a partir de la cuarta planta). Hay retranqueos en las plantas 16, 18, 23, 28 y 31, que se ajustan a la Ley de Zonificación de 1916 y dan al edificio el aspecto de un zigurat por un lado y el de un palazzo con forma de U por el otro. La torre continúa verticalmente desde la planta treinta y uno hasta la sesenta, donde su planta se convierte en una cruz de Malta que fusiona el 'fuste', de planta cuadrada, con la cima. La fachada del edificio está revestida mayoritariamente en ladrillo blanco, y se usa ladrillo de color gris oscuro como decoración horizontal para resaltar las hileras de ventanas.
Aunque la forma del Edificio Chrysler pretende cumplir la Ley de Zonificación, cada uno de los retranqueos hasta la planta treinta y uno servía para una función inteligente. Las primeras dieciséis plantas eran lo más amplias posible para maximizar el valioso espacio de alquiler cerca del suelo. El corte con forma de U por encima de la cuarta planta era para introducir luz y aire en el edificio. Aunque los primeros tres retranqueos simplemente se ajustan a la ley, la zona entre las plantas 28 y 31 sirve para varias funciones.
Según Robinson:

...añade interés visual a la parte central del edificio, evitando que sea dominada por el minucioso detalle de las plantas más bajas y el llamativo diseño del remate. Proporcionan una base al fuste de la torre, efectuando una transición entre las plantas inferiores y el alto fuste.

Las primeras cuatro plantas del edificio cubren toda la superficie de la parcela y están revestidas con granito negro pulido de Shastone en la planta baja y mármol blanco de Georgia en el resto. El elemento más destacable de esta parte del edificio son las dos entradas, por la avenida Lexington y la calle 42. Cada una de ellas tiene una altura de tres plantas, a la manera de un proscenio, y están enmarcadas por granito de Shastone. Retranqueadas dentro de las entradas están las puertas giratorias que dan acceso al vestíbulo, debajo de ventanas de metal y vidrio con detallados patrones decorativos. Este tratamiento pretende reforzar el impacto visual al entrar en el edificio, una preocupación frecuente del estilo art déco. También hay una entrada menor, de una planta de altura, en la calle 43. En la planta baja hay grandes escaparates con marcos de metal para tiendas. En la segunda, tercera y la cuarta planta se pueden ver ventanas de oficinas. En la base de las ventanas de la segunda planta hay enjutas decorativas. Los marcos de metal de las entradas y ventanas son de acero Nirosta.

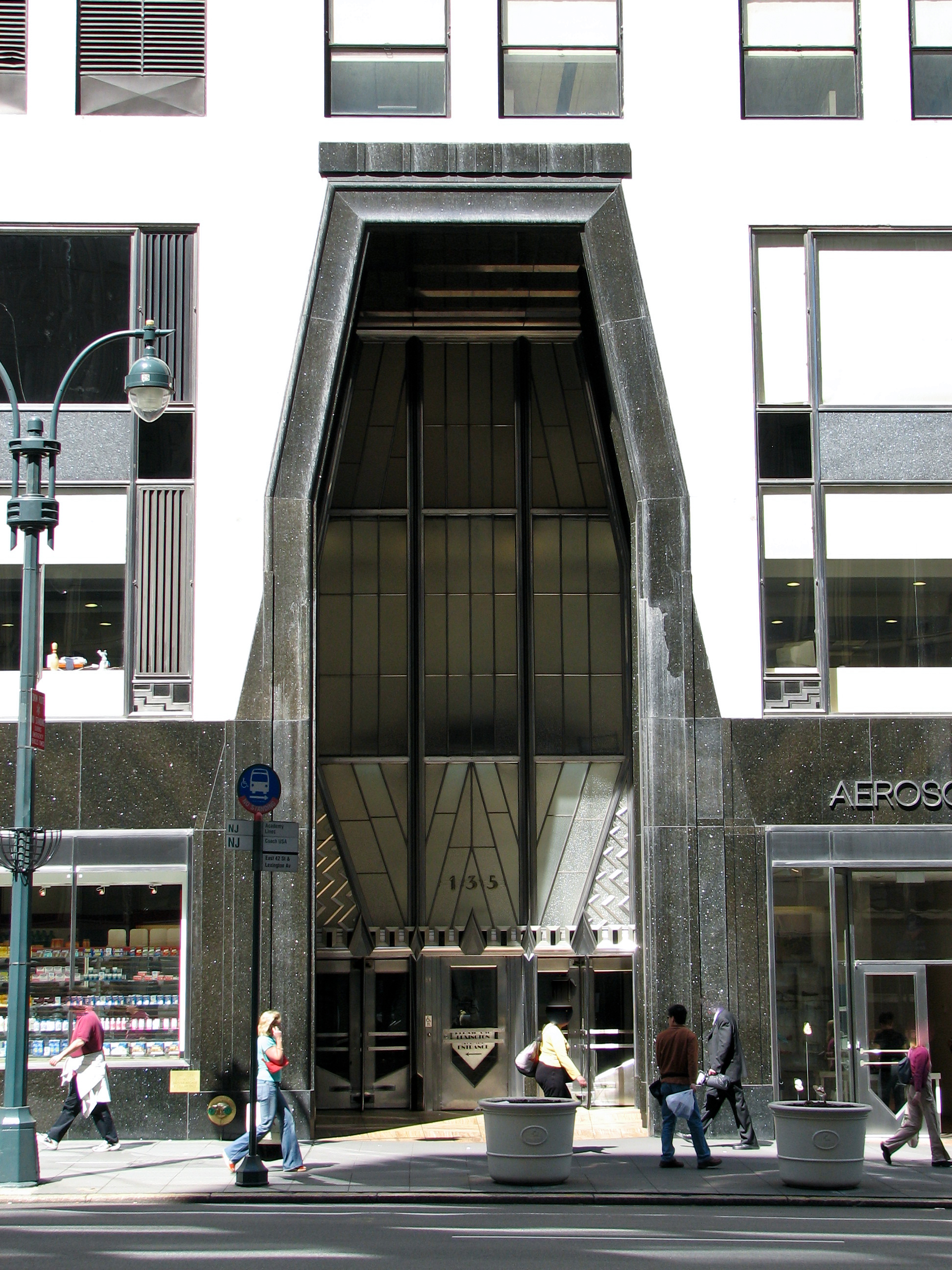
Una de las dos entradas principales del rascacielos

Vista del edificio desde su base

Por encima de la cuarta planta, el edificio es penetrado en los lados este y oeste por huecos que se extienden hasta la fachada de la torre, mientras que en los lados norte y sur el edificio se eleva gradualmente con una serie de retranqueos. El revestimiento de la fachada hasta el primer retranqueo en la planta dieciséis es de ladrillo blanco con bandas de mármol blanco que crean un patrón similar al usado en cestería. Las ventanas están dispuestas en una cuadrícula regular. Todas las ventanas del edificio no tienen alféizar, es decir, los marcos están colocados al ras de la fachada.
En el siguiente retranqueo, que termina en la planta veinticuatro, hay un énfasis vertical con pilares de ladrillo blanco alternados con bandas verticales de ventanas. Las enjutas de aluminio entre las ventanas ayudan a este efecto. Las enjutas en las plantas 20, 21 y 22 están adornadas con relieves abstractos. Por último, en las esquinas de la planta veinticuatro hay piñas decorativas de tres metros de altura.
Las siguientes tres plantas, hasta la veintisiete, forman el tercer retranqueo. Las bandas horizontales y los motivos de ladrillo gris y negro con forma de zigzag contrastan con la verticalidad del retranqueo anterior. El cuarto retranqueo, que llega a la planta treinta y uno, marca la aparición del fuste de la torre desde la base. En la planta treinta y uno las esquinas del edificio se extienden hacia fuera con enormes adornos de capó de Chrysler de Nirosta que atraen la mirada a la base de la torre y la hacen parecer más grande. Esta extensión era necesaria para evitar una ilusión óptica común en edificios altos con bandas horizontales, que hace que la parte superior parezca mayor que la base. También en esta planta hay un friso gris y blanco de tapacubos y guardabarros de acero pulido. Estos ornamentos son símbolos manifiestos de la Chrysler Corporation y uno de los efectos característicos creados por los arquitectos art déco. Los adornos de capó toman la forma del casco alado de Mercurio, que constituía el adorno de capó de los vehículos Chrysler de la época y posteriormente se convertirían en el logo de la empresa. Este adorno del capó fue diseñado en 1924 por Oliver Clark y sus alas plateadas simbolizan al veloz dios del comercio de la mitología romana.
El tratamiento del fuste de la torre es dual y pretende enfatizar tanto la verticalidad como la horizontalidad. En cada uno de los cuatro lados de la torre, las ventanas están agrupadas en tres bandas verticales. Cada grupo está enmarcado por ladrillos y un pilar de mármol que se extiende de manera continua a lo largo de todas las plantas. También se da un énfasis vertical a las enjutas entre las ventanas con franjas verticales que alternan ladrillo gris y blanco. Como contraste las esquinas de la torre tienen bandas horizontales de ladrillo negro.
La corona del Edificio Chrysler es una extensión directa de la torre.
Según Robinson:

Sus arcos, cada uno más pequeño y alto que el anterior, continúan el diseño aterrazado del edificio. Este concepto se lleva adelante desde la planta 61, que cuenta con gárgolas en forma de águilas que imitan los detalles de la planta 31, hasta la aguja, que extiende el concepto «más alto y más estrecho» a una altura infinita. Este tratamiento enfatiza la altura del edificio, dándole un estilo reminiscente de la arquitectura fantástica de Coney Island.

El águila es un guiño a uno de los símbolos americanos: el águila calva, que figura incluso en el Escudo Nacional.
El interior del edificio presentaba varios elementos innovadores. Los tabiques entre las oficinas estaban insonorizados y divididos en secciones intercambiables, de manera que se podía cambiar rápida y cómodamente la distribución de cualquier oficina. Los conductos bajo los suelos llevaban cables de teléfono y de electricidad. Los ascensores, por órdenes directas de Chrysler, eran capaces de alcanzar velocidades de trescientos metros por minuto, aunque las ordenanzas de Nueva York en vigor en 1930 solo permitían doscientos diez metros por minuto. El edificio también tenía tres de los huecos para ascensores más largos del mundo. En aras de mejorar el acceso del público al edificio, había una galería subterránea que conducía directamente al metro, gestionado en aquel momento por la IRT. La IRT se opuso enérgicamente a esta conexión, pero Chrysler se impuso y construyó el pasadizo a sus expensas.

### Corona y aguja
El elemento más reconocible del Edificio Chrysler es su corona. Compuesta de siete arcos concéntricos aterrazados, el diseño de Van Alen consiste en una bóveda de arista cruciforme que tiene siete arcos concéntricos, colocados uno encima del otro con retranqueos entre ellos. El revestimiento de acero inoxidable está nervado y remachado con forma de rayos de sol, con muchas ventanas triangulares. Toda la corona está revestida con el metal plateado «Enduro KA-2», un acero inoxidable austenítico desarrollado en Alemania por Krupp y comercializado con el nombre comercial Nirosta (un acrónimo del alemán nichtrostender Stahl, que significa «acero inoxidable»), que tiene un 18 % de cromo y un 8 % de níquel, razón por la cual también se conoce como «acero inoxidable 18-8». Debido a la forma curva de la cúpula, las medidas de las chapas de Nirosta se tenían que verificar en la obra. Por tanto, la mayor parte del trabajo se realizó en talleres situados en las plantas 67 y 75 del edificio. También se usó Nirosta en los ornamentos exteriores (las piñas de la planta veinticuatro, los adornos de capó de la planta treinta y uno y las águilas de la sesenta y uno), en los marcos de las ventanas y en la aguja.
El acero inoxidable Nirosta era una parte integral del diseño de Van Alen, como él mismo señala en el capítulo «Architectural Uses» del libro The Book of Stainless Steels (1933, 1935): «El uso de metal brillante fue de gran ayuda para ejecutar las líneas verticales y las formas circulares menguantes de la parte superior, para acentuar el movimiento ascendente gradual hasta que el edificio se disuelve literalmente en el cielo». Los productores de acero inoxidable tenían interés en el Edificio Chrysler como experimento de la durabilidad del acero inoxidable en la arquitectura. En 1929 se organizó el Committee A-l0 on Stainless Steel de la American Society for Testing Materials. Los miembros de ese comité veían al Edificio Chrysler como una excelente oportunidad para estudiar el efecto del ambiente en este nuevo tipo de material, por lo que se fundó otro comité más pequeño, compuesto principalmente por productores de acero inoxidable, para inspeccionar los paneles del Chrysler cada cinco años y determinar su condición. Esto se realizó durante treinta años, hasta 1960, año en el que se suspendieron las inspecciones debido a que los paneles prácticamente no se habían deteriorado.
Cuando se inauguró el edificio, contenía un mirador público en la planta setenta y uno llamado Celestial, que cerró al público en 1945. Se podía acceder al mismo por un precio de cincuenta centavos, y los visitantes podían rodear toda su circunferencia recorriendo un pasillo con techos abovedados, que fueron pintados con motivos celestes y de los que colgaban pequeños Saturnos de vidrio. Esta planta tenía una superficie de 362 metros cuadrados y según un folleto ofrecía vistas de hasta 161 km de distancia en un día claro. En el centro de la galería estaba expuesta la caja de herramientas con la que empezó Walter P. Chrysler su carrera como mecánico, rodeada de cristal, a modo de emblema de su empresa y su éxito personal, que actualmente se conserva en el Chrysler Technology Center en Auburn Hills, Míchigan. Sin embargo, las pequeñas ventanas triangulares resultado del diseño de la corona creaban ángulos extraños que dificultaban ver la ciudad. La apertura un año más tarde del Empire State Building, que contaba con un mirador al aire libre que se hizo más popular, hizo que el observatorio del Edificio Chrysler perdiera clientela, y siguió abierto durante solo catorce años más (cerró en 1945). El antiguo mirador contiene ahora la oficina de los arquitectos Morse y Harvey de Cowperwood Interests, ocupada desde 1986. El club privado Cloud Club ocupaba tres plantas del edificio (de la 66 a la 68), pero cerró a finales de los años setenta. Las plantas superiores del edificio —a partir de la setenta y dos— no son habitables y se construyeron principalmente acorde al diseño exterior, y funcionan además como descansillos de la escalera que lleva hasta la aguja. Son muy estrechas, tienen techos bajos e inclinados y solo se usan para albergar transmisores de radio y otros equipamientos mecánicos y eléctricos. Por ejemplo, el piso setenta y tres alberga los motores de los ascensores y un depósito de agua rectangular de unos 57 000 litros, de los cuales se reservan trece mil para caso de incendio.

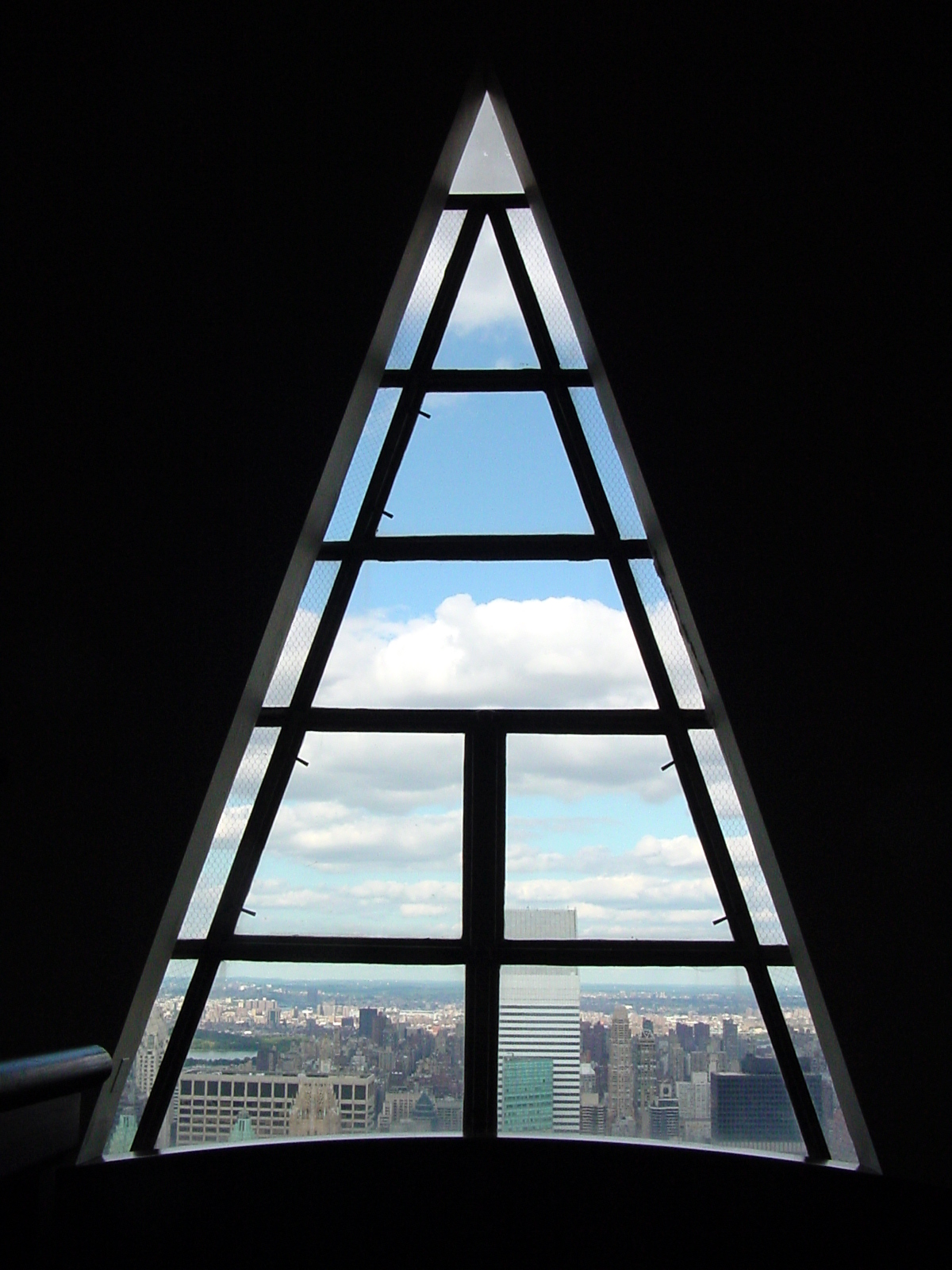
Vista desde una de las ventanas triangulares que dan al norte.

Originalmente, Chrysler tenía un apartamento de dos plantas con chimenea y una oficina particular en la parte superior del edificio, que, además contenía un gimnasio y los baños más altos del mundo. Las plantas 69 y 70 albergan una clínica dental.
La cadena de televisión WCBS-TV (el Canal 2) emitía su señal desde la cima del Edificio Chrysler en los años cuarenta y cincuenta, hasta que se trasladó al Empire State Building. Durante muchos años, también usaron el edificio para emitir su señal WPAT-FM y WTFM (actual WKTU), pero también se trasladaron al Empire State en los años setenta. Actualmente no hay transmisores comerciales en el Edificio Chrysler.
Hay dos tipos de iluminación en la corona y aguja del edificio. La primera corresponde a las luces en forma de «V» en el acero del edificio, alrededor del perímetro de las ventanas. Tras las reformas efectuadas en 1978, el nuevo propietario añadió grupos de focos en mástiles apuntados hacia el edificio. Esto permite que la cima se ilumine de diferentes colores para ocasiones especiales. Hasta 1998 las luces se apagaban a las 2 de la madrugada, pero el columnista Ron Rosembaum logró que Tishman Speyer, propietario del inmueble, accediera a encenderlas toda la noche, apagándose a las seis de la mañana. Desde 2015, el Edificio Chrysler forma parte del programa Audubon Society Lights Out, por el que se compromete a apagar sus luces durante las épocas de migración de las aves.

### Vestíbulo
El vestíbulo de entrada al edificio, que adopta una «forma triangular poco habitual», es un bello ejemplo del estilo art déco, con claras influencias del expresionismo alemán. Chrysler no reparó en gastos con tal de impresionar a otros arquitectos y magnates del automóvil, revistiendo las paredes con enormes losas de mármol africano rojo, y los suelos con travertino de Siena traído de Alemania en una disposición que marca el camino hacia los ascensores.
El vestíbulo, que «parece flotar en un halo misterioso», presenta una iluminación escasa y algo tenue, pese a que los apliques de la lámparas son llamativos e icónicos. Ambos factores crean un ambiente íntimo y resaltan el lugar. Cada barra vertical de luz fluorescente está recubierta con mármol azul belga y ónice ámbar mexicano, que apaga y difumina la luz consiguiendo un brillo suave que ilumina y se funde con las paredes de mármol de color rojo dando lustre a toda la sala.
Cruzando el vestíbulo se accede a uno de los cuatro grupos de ascensores, de los cuales no hay dos iguales. Las puertas de los ascensores muestran un uso modernista en las incrustaciones de madera en chapas de acero con forma de palma. Los interiores cuentan con una amplia variedad de maderas: fresno japonés, nogal americano, nogal oriental, madera noble gris inglesa, ébano y arce. Tanto las puertas de los ascensores como el interior de sus cabinas están considerados «un extraordinario trabajo de marquetería».
Actualmente, el vestíbulo es la única parte visitable del edificio, a la que se puede acceder en horario comercial. Cuando el edificio abrió sus puertas, el vestíbulo albergaba una exposición de vehículos de Chrysler, que continuaba en la primera planta. Esta exposición se suprimió antes de la Segunda Guerra Mundial.
El techo del vestíbulo está decorado en su totalidad por un mural de 30 × 21 metros con forma de «Y» de colores ocres y dorados realizado por Edward Trumbull, que en su día fue uno de los más grandes del mundo. Se titula «Transporte y empeño humano» (Transport and Human Endeavor), y el tema que representa es la «energía y su aplicación por el hombre para solucionar sus problemas», homenajeando a la edad dorada de la aviación y la era de la máquina. La imagen central del mural es un «gigante musculoso cuyo intelecto dirige su energía ilimitada a la consecución de los triunfos de la era mecánica», según reza un panfleto del edificio de 1930. El estilo art déco se manifiesta en los característicos triángulos, ángulos agudos, líneas ligeramente curvadas, ornamentaciones cromadas y numerosos patrones. Aparecen varios aviones plateados —uno de ellos es el Spirit of St. Louis—, hornos de acero incandescente y el edificio mismo. Un panel del mural está dedicado enteramente al trabajo de los remachadores, aparejadores, canteros, carpinteros, yeseros y albañiles. Aparecen un total de cincuenta figuras diferentes que fueron modeladas inspirándose en los trabajadores que participaron realmente en su construcción. En 1999, dentro del proyecto del Chrysler Center, el mural fue devuelto a su estado original tras una restauración que, tras más de diez mil horas empleadas, retiró el recubrimiento de poliuretano añadido en la década de 1970 y el relleno de los agujeros que habían dejado los antiguos apliques.

### Ascensores
Hay un total de treinta y dos ascensores en el rascacielos, divididos en grupos de seis u ocho, cada uno de los cuales sirve plantas distintas del edificio. Según Curcio, «el interior de estos ascensores era quizá el elemento más bello y, junto con la corona, el más importante de todo el edificio».
Van Alen tardó un año en diseñar minuciosamente estos ascensores, ayudado por L. T. M. Ralston, que estaba encargado de elaborar las partes mecánicas del edificio. Fueron fabricados por la Otis Elevator Company, y las puertas fueron realizadas por la Tyler Company. Cada ascensor tiene unas dimensiones interiores de 1.68 × 2.44 m. Las puertas son de metal recubierto con maderas exóticas de diferentes tipos y tonalidades. Cuando están cerradas, las puertas de los ascensores parecen altos ventiladores resaltados por hojas de palma metálicas que se elevan a través de una serie de parábolas de plata, cuyos bordes están resaltados por lirios curvos, y muestran la influencia del Antiguo Egipto en el art déco. Cuando las puertas están abiertas, cada ascensor parece una exquisita habitación de estilo art déco.
Había cuatro patrones básicos para la decoración interior de los ascensores, pero no había dos iguales debido a la gran variedad de las incrustaciones, hechas de distintas maderas raras, como fresno japonés, madera gris inglesa, nogal oriental, nogal americano, madera tintada, madera satinada, madera cubana, arce, caoba filipina, teca y roble australiano. Había patrones con arcos, con triángulos, con pirámides, del estilo de Mondrian e incluso algunos lisos cuya forma la determinaba únicamente el color de la madera y la dirección de las vetas. Levine afirma que

Si algo del edificio se basa en telas estampadas, sin duda son los ascensores. Se puede decir que tres de los diseños tienen motivos geométricos, mexicanos y ligeramente art nouveau, que reflejan las distintas influencias en el diseño de todo el edificio.

El techo de cada ascensor estaba cubierto con una plancha de metal diferente, situada sobre un patrón de madera pulida también diferente. Curcio afirma que estos ascensores «están entre los pequeños espacios cerrados más bonitos de Nueva York, y es justo decir que nadie que los ha visto o ha estado en ellos los ha olvidado».
En cierto modo, toda la disposición de los ascensores se diseñó para parecer cortinas que se abren en un fabuloso escenario de un espectáculo de Ziegfeld. En efecto, los vestíbulos de los ascensores tienen rayos con la forma de cortinas levantadas en el estilo antiguo, con la parte central levantada y cayendo hacia ambos lados. Además, la decoración del interior de los ascensores también era una referencia a los vehículos, ya que los coches de la época solían tener el salpicadero y las molduras de madera.

### Cloud Club
El Cloud Club (lit. «club en las nubes») ocupó las plantas 66, 67 y 68 del Edificio Chrysler y abrió en julio de 1930 con unos trescientos miembros que se encontraban entre las personas más influyentes de la ciudad, como E. F. Hutton, Condé Nast y el boxeador Gene Tunney. El Cloud Club se creó en parte a petición de Texaco, que antes de alquilar catorce plantas en el edificio pidió que hubiera un restaurante apropiado para sus ejecutivos. El Cloud Club fue la solución, y su diseño reflejó un compromiso entre William van Alen, que dio al resto del edificio su apariencia moderna, y Walter Chrysler, cuyo gusto personal era más señorial y tradicional.
Había un salón de estilo Tudor en la planta sesenta y seis con paneles de madera de roble, y una Grill Room de estilo inglés antiguo con suelos de madera, vigas de madera, lámparas de araña de hierro forjado y puertas de vidrio y plomo. El comedor principal, situado en la planta sesenta y siete, estaba conectado con la planta sesenta y seis mediante una escalera de bronce y mármol de estilo renacentista y tenía un aspecto futurista, con columnas de granito pulido y apliques de vidrio grabado de estilo art déco. Había un mural de una nube en el techo, y un mural de Manhattan en el lado norte. Se cree que el comedor sirvió de referencia para la Rainbow Room y el Rockefeller Center Luncheon Club, ambos situados en el nº 30 de Rockefeller Plaza. En la misma planta, Walter Chrysler tenía un comedor privado y también había un comedor privado de Texaco. La planta 68 contenía principalmente espacios de servicios.
Las fortunas del Cloud Club empezaron a decaer en los años cincuenta y sesenta, con el traspaso de algunos miembros a clubes similares cercanos. En 1977, Texaco, cuyos ejecutivos eran buena parte de los miembros del Cloud Club, se trasladó a Westchester. El Cloud Club terminó cerrando en 1979, y aunque ha habido varios proyectos de rehabilitarlo y reabrirlo, transformándolo una discoteca o un club gastronómico, estos nunca han llegado a materializarse. Tishman Speyer ha alquilado las dos plantas superiores del antiguo Cloud Club a empresas. Se ha eliminado la antigua escalera, así como otros muchos elementos de la decoración original, lo que ha generado las protestas de la Art Deco Society of New York.

### Chrysler Center
Chrysler Center es el nombre del complejo de edificios compuesto por el Edificio Chrysler, el Chrysler Building East (anteriormente Kent Building) y el pabellón comercial denominado Chrysler Trylons, situado entre ambos. En 1998 Tishman Speyer adquirió todo el complejo y procedió a renovarlo por completo entre 1998 y 2000.
El Kent Building, situado en el nº 666 de la Tercera Avenida, fue reformado y se pasó a llamar Chrysler Building East. Este edificio, construido en 1951, tiene 132 metros de altura y treinta y dos plantas y es de Estilo Internacional. En la renovación, dirigida por el conocido arquitecto Philip Johnson, se sustituyó la fachada de cristal por una más oscura, se añadió una ampliación de 14 214 m², se modernizaron los sistemas mecánicos y se modificó el interior. Tras estas obras, la superficie total de este edificio es de 71 535 m².
Por último, se construyó un nuevo edificio para conectar los dos inmuebles del complejo, que también se encargó a Philip Johnson. El resultado son los Chrysler Trylons, un pabellón comercial de tres plantas de altura y 2000 m² de superficie. Su diseño, tres pirámides de cristal de tres lados que se intersecan entre sí, se inspira en las ventanas triangulares de la corona del Edificio Chrysler. En palabras del arquitecto, «es un monumento para la Calle 42, que te lleva a la cima del Edificio Chrysler estando al nivel de la calle».
Tras estas modificaciones, la superficie total alquilable del complejo pasó a ser de 191 637 m². El coste total de este proyecto fue de unos cien millones de dólares. Esta renovación ha conseguido varios premios y reconocimientos, como la Energy Star de la Agencia de Protección Ambiental (EPA), el Renovation Project of the Year de 2000, el NYACE Engineering Excellence Award de 2002 y el Skyscraper Museum Outstanding Renovation Award de 2001.

## Legado
El Edificio Chrysler aparece en varias películas ambientadas en Nueva York y es considerado con frecuencia uno de los mejores edificios de la ciudad. En 1997, una encuesta de arquitectos de Nueva York mostró que el Chrysler era de lejos su edificio favorito. En 2001, una encuesta entre críticos lo clasificó como el tercer mejor edificio del país. En verano de 2005, el Skyscraper Museum de Nueva York pidió a cien arquitectos, críticos, ingenieros e historiadores, entre otros, que escogieran a sus diez favoritos entre veinticinco rascacielos de Nueva York. El Edificio Chrysler quedó en primer lugar y el 90 % de los encuestados lo situaron entre sus diez favoritos. En 2007 quedó en novena posición en la lista de America's Favorite Architecture realizada por el Instituto Americano de Arquitectos, dentro de una selección de ciento cincuenta edificios y estructuras.
En la designación como monumento de Nueva York, la Comisión de Conservación de los Monumentos afirma que:

El Edificio Chrysler es un ejemplo excepcional de la arquitectura art déco; fue diseñado por el arquitecto Van Alen para simbolizar a la Chrysler Corporation; cuando se completó en 1930 era el edificio más alto del mundo; la instalación de la aguja de 56 m que le otorgó esa distinción fue un atrevido logro técnico; el arquitecto usó nuevas tecnologías y materiales, en especial el Nirosta para los ornamentos exteriores, los marcos de las ventanas, la corona y la aguja; pretendía ser el epítome de la vida empresarial moderna y estaba dedicado por Walter Chrysler al comercio y la industria mundial; es sinónimo del progreso en la arquitectura y los métodos de construcción modernos; encarna con su corona la esencia romántica del rascacielos neoyorquino; y continúa dominando el skyline de Nueva York.

La característica silueta del Edificio Chrysler ha inspirado a muchos edificios semejantes de todo el mundo, como el One Liberty Place de Filadelfia, la New York New York Tower de Chongqing o las Business Central Towers de Dubái.

## Aparición en los medios

### Películas

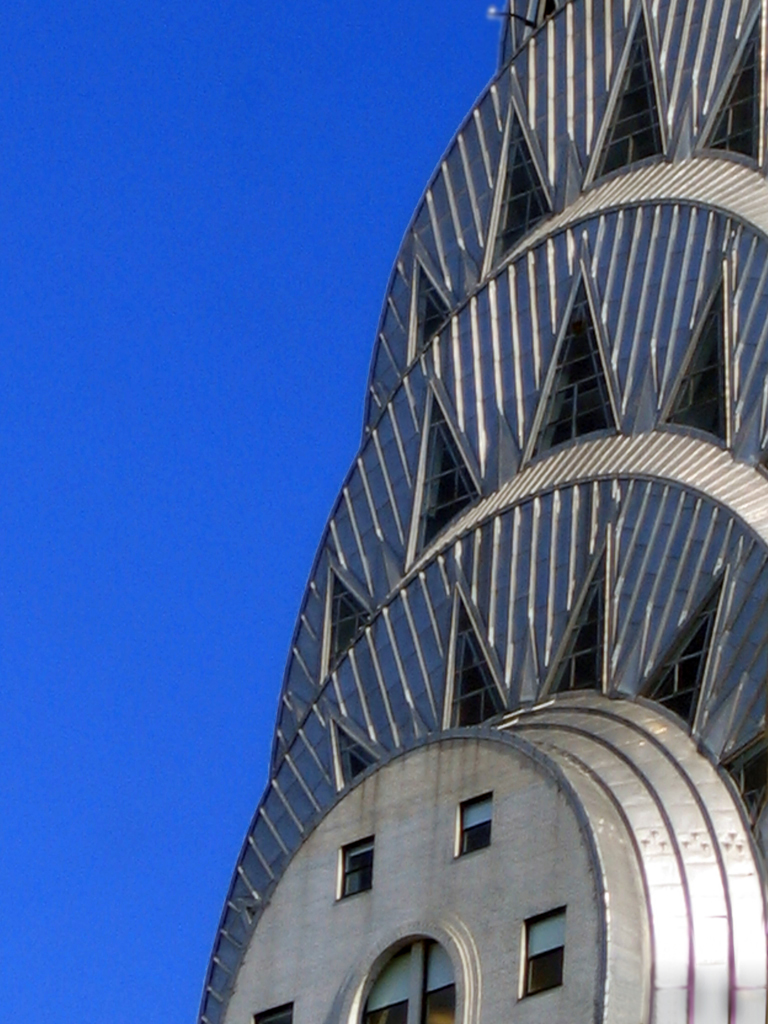
Detalle de la decoración de estilo art déco de la corona

El Edificio Chrysler puede verse en numerosas películas. Sin embargo, pese a aparecer en los planos de establecimiento de muchas películas ambientadas en Nueva York en las últimas décadas, casi nunca ha tenido un papel protagonista. En esta línea, James Sanders, autor de Celluloid Skyline: New York and the Movies, afirma que cualquier ensayo sobre el Edificio Chrysler en el cine se debería titular «el premio al mejor rascacielos de reparto es para...» y dice que «siempre aparecía en planos de establecimiento, y casi nunca recibía la atención que quizá debería haber tenido. Siempre estaba el Empire State Building para eclipsarlo».
Al final de la película King Kong de 1933 puede verse la parte superior del edificio. En un principio, la cima que King Kong iba a escalar era la del New York Life Building, pero posteriormente la productora decidió emplear en su lugar la del Edificio Chrysler. No obstante, tras la finalización del Empire State Building, finalmente se optó por usar este edificio —entonces el más alto del mundo— en una de las escenas más famosas de la historia del cine. En El mago (1978), aparece el edificio repetido cinco veces en un montaje cuando Dorothy y el Espantapájaros toman la carretera de ladrillos amarillos hacia Ciudad Esmeralda. En la película fantástica de terror Q - The Winged Serpent (1982), dirigida por Larry Cohen, un monstruo volador toma la cima del edificio como su residencia. Intentan derribar al monstruo desde varios andamios suspendidos desde la corona y una escena está rodada en el interior de la aguja. El director Larry Cohen afirmó «siempre he pensado que el Edificio Chrysler era el edificio más interesante de la ciudad y que merecía tener su propio monstruo». Los créditos iniciales de La sombra del testigo (1987), de Ridley Scott, se muestran sobre un plano aéreo que va girando sobre edificio con su corona iluminada de noche. En Armageddon (1998) la parte superior es destruida por un asteroide, al igual que otros edificios de Nueva York. En Deep Impact (1998) el edificio es engullido por un tsunami y en Godzilla (1998) es destruido por un cohete desviado. En A.I. Inteligencia artificial (2001) dos alienígenas van a un Manhattan del futuro sumergido por las aguas y durante un instante puede verse el Edificio Chrysler intacto.
El edificio también aparece en Spider-Man (2002), donde el protagonista lamenta la muerte de su tío desde una de las águilas, y en Los 4 Fantásticos y Silver Surfer (2007), donde uno de los personajes sobrevuela el Edificio Chrysler. En una comedia titulada Two Weeks Notice (2002) el edificio comparte una larga escena con Sandra Bullock y Hugh Grant, que discuten su amor por el icónico edificio mientras lo sobrevuelan en helicóptero. En la tercera parte del proyecto artístico de Matthew Barney, Cremaster 3 (2002), aparece en construcción, junto con imágenes del interior, el vestíbulo, el Cloud Club y la parte superior. Tuvo otra aparición en la película Men in Black 3 (2012), en la que el agente J (Will Smith) debe regresar al pasado para tratar de salvar al agente K (Tommy Lee Jones) y para ello debe saltar al vacío desde una de las águilas. Los animadores estuvieron trabajando más de dieciocho meses en esta escena de noventa segundos y en ella se combinan elementos reales con efectos especiales en 3D. Es considerada una de las más icónicas en las que el edificio es el protagonista. Su última aparición reconocida fue en la película del 2022 Moonfall, en la que, junto a otros edificios, es destruido por fragmentos de la Luna que caen por toda Nueva York.

### Fotografía
En diciembre de 1929, la fotógrafa Margaret Bourke-White fue contratada por Walter P. Chrysler para tomar fotos del edificio Chrysler, a modo de publicidad. Trabajaba desde los andamios a 244 metros de altura, desde donde realizaba fotografías del edificio en construcción. En una ocasión el viento soplaba tan fuerte que su trípode tuvo que ser sostenido por tres hombres para evitar que se cayera. Su estudio se encontraba en la planta sesenta y uno. En 1930, se utilizaron varias de sus fotografías en un reportaje especial sobre rascacielos en la entonces nueva revista Fortune. En 1934 el compañero de Bourke-White, Oscar Graubner, tomó la conocida foto titulada «Margaret Bourke-White en la cima del Edificio Chrysler» (Margaret Bourke-White atop Chrysler Building), donde puede verse a la famosa fotógrafa tomando una foto del skyline de Nueva York sentada sobre una de las águilas del piso sesenta y uno. El 5 de octubre de 1998, dicha fotografía se subastó en Christie's por 96 000 dólares.
El 23 de enero de 1931, en el baile organizado por la Society of Beaux-Arts, los arquitectos se disfrazaron de un edificio diseñado por ellos. Van Alen llevaba unas botas y una chaqueta con unos patrones que hacían alusión a los incrustaciones de madera de los ascensores. Además, tenía unos adornos en su hombro que representaban las águilas del piso sesenta y uno y como sombrero llevaba la corona del edificio. En una de las imágenes del baile, Van Alen aparece junto a un total de seis arquitectos, como A. Stewart Walker, que iba disfrazado del Fuller Building, y Leonard Schultze, del hotel Waldorf Astoria. Van Alen también aparece en otra foto mientras su mujer, disfrazada de cortesana, lo mira.

### Música
En la portada del álbum de 1993 Bat Out of Hell II: Back into Hell del grupo Meat Loaf aparece un murciélago gigante agarrado en lo alto del Edificio Chrysler. Es obra de Michael Whelan, realizada en acrílico sobre tabla de acuarela. Además, el rascacielos se menciona repetidamente en la letra de canciones como «Is Chicago, Is Not Chicago» de Soul Coughing, «Jet Black» de Treat Her Right y «Going Home» del álbum Bewitched de Luna.
En el musical Annie, durante el número «Hard-Knock Life», que habla sobre la dura vida en un orfanato, la pequeña huérfana Annie, imitando a la señorita Hannigan, dice «You'll stay up till this dump shines like the top of the Chrysler Building» («No te irás a dormir hasta que este tugurio brille como la cima del Edificio Chrysler»).